# Protonverval
Het standaardmodel van deeltjesfysica verklaart dat protonen stabiel zijn, dat wil zeggen dat de wetten van de fysica niet toestaan dat een proton spontaan in een positron en fotonen vervalt wegens behoud van het baryongetal. Nochtans heeft men onlangs voorgesteld dat de overheersing van materie over antimaterie in het heelal het resultaat is van een zeer lichte onevenwichtigheid in de verhouding materie/antimaterie die zeer vroeg in zijn vorming voorkwam. Deze onevenwichtigheid zou uitzonderlijk klein geweest zijn, in de orde van 1 in elke 10.000 deeltjes. Nadat het grootste deel van de materie en de antimaterie was vernietigd, was materie al wat over was van de baryonische materie in ons huidig heelal.
Dit betekent dat in wezen niet de wet van behoud van het baryonenaantal wordt gebroken, maar het protonverval het onvermijdelijke mechanisme was om het baryonenaantal terug naar de evenwichtstoestand te brengen, in de zin dat het de originele onevenwichtigheid in het heelal corrigeerde om al de huidige materie in ons heelal mogelijk te maken.